# 周ちゃん広場
周ちゃん広場（しゅうちゃんひろば）は、愛媛県西条市丹原町池田にある農産物直売所である。周桑農業協同組合が運営している。

## 概要
西条市丹原町の周越農道の沿線に2006年3月にオープンした。四国最大級の直売所で人口5万人ほどの地域に年間100万人が訪れている。
2016年度の売上高は20億68百万円で全国のJA直売所で5位の売上を誇り、愛媛県内では今治市のさいさいきて屋に次いで2位の売上を誇っている。
当初は約450人の出荷者であったが、2013年2月末現在で1,034人に増加している。地域の農産物、鮮魚、精肉、花木、加工品などの他に他のJA直売所との提携で周桑地域にない農産物の提供を受け販売を行っている。

## アクセス
- 今治小松自動車道東予丹原インターチェンジより車で約5分。
- 西瀬戸自動車道今治インターチェンジより車で約20分。
- せとうち周桑バス（三芳線･関屋線･保井野線）「周ちゃん広場」停留所で下車。

## 周辺
- 愛媛県立東予高等学校
- 愛媛県立丹原高等学校
- 西条市役所丹原総合支所
- 周桑農業協同組合 本所
- 東予地方局西条第2庁舎